# Michał Popiel
Michał Popiel (1817 Kulčici – 1903) byl rakouský politik rusínského původu a polské národnosti z Haliče, během revolučního roku 1848 poslanec Říšského sněmu.

## Biografie
Jeho otec Andrzej byl šlechticem, kterému patřila část vesnice Kulčyci. Rodina byla řeckokatolického vyznání, ale identifikovala se s polskou státní ideou. Michał vychodil střední školu v Sambiru, kde se dostal pod vliv demokratických myšlenek Kaspera Cięglewicze. Popiel založil sebevzdělávací vlastenecký spolek, který se v květnu 1836 proměnil v tajnou politickou společnost. V letácích kritizovala poddanství a prosazovala spojenectví Rusínů a Poláků proti Němcům za osvobození Polska a polského venkova. V únoru 1837 policie zatkla 19 studentů ze Sambiru v souvislosti s těmito aktivitami. Popiel byl vyšetřován, ale neprozradil své kolegy. Byl ovšem odsouzen na třináct let do vězení. Odvolací soud trest zkrátil na čtyři roky. V prosinci 1839 byl s dalšími politickými vězni odvezen na Špilberk. V roce 1843 byl propuštěn. Pracoval pak jako učitel v šlechtické rodině Rozwadowských v nedalekém Zoločivu. Krakovského povstání roku 1846 se patrně účastnil, ale nebyl státními úřady pronásledován.
Během revolučního roku 1848 se zapojil do politického dění. Stal se členem Rusínské národní rady ve Lvově, organizoval Národní gardu v Sambiru. Během zasedání pobočky Rusínské národní rady v Sambiru 25. května 1848 se vyslovil pro zrušení roboty. Ve volbách roku 1848 byl zvolen na rakouský ústavodárný Říšský sněm. Zastupoval volební obvod Stara Sil v Haliči. Uvádí se jako domácí učitel. Patřil ke sněmovní pravici. Během schůze sněmu 14. srpna se zapojil do debat o zrušení poddanství. Vystupoval radikálně pro osvobození venkovského obyvatelstva. Zmínil Spojené státy americké jako dobrý příklad státu se svobodným zemědělským stavem. Hlasoval proti náhradám za zrušení poddanství, ale tento návrh nakonec parlamentem neprošel. V této době agitoval na haličském venkově spolu s Julianem Goslarem. Podepsal selskou petici, v níž se požadovalo, aby se náhrady za zrušení poddanství začaly velkostatkářům vyplácet až poté, co navrátí půdu, kterou sedlákům sebrali neprávem od dob císaře Josefa II. Podpořil říjnovou revoluci ve Vídni v roce 1848. Pak se s dalšími poslanci přesunul do Kroměříže, kde Říšský sněm pokračoval ve svých schůzích. Nyní již na plénu parlamentu vystupoval jen zřídka. Byl jmenován coby zástupce Rusínů do komise, která měla navrhnout nový systém místní samosprávy.
V 50. letech se stáhl z politiky. Udržoval si menší nemovitý majetek v Sambiru. Okolo roku 1853 začal působit na radnici v Sambiru. Okolo roku 1861 byl zvolen starostou tohoto města a zůstal jím do roku 1867. V období let 1867–1873 a 1879–1890 zasedal v okresním zastupitelstvu. Angažoval se v místním spolkovém životě. Byl mu udělen zlatý záslužný kříž.
V roce 1867 byl zvolen poslancem Haličského zemského sněmu za Sambir. 2. března 1867 pronesl řeč o národnostní otázce v Haliči. Prohlásil, že v této zemi jsou lidé dvou jazyků ale jen jeden národ a že řeckokatolický klérus nereprezentuje nikoho. Téhož dne podpořil Agenora Gołuchowského a souhlasil s obesláním Říšské rady ve Vídni (celostátní parlament, který některé neněmecké národnosti v Předlitavsku bojkotovaly, ale Poláci se po dohodě s vládou o poskytnutí autonomie Haliči rozhodli bojkot ukončit). Mandát v sněmu obhájil i ve volbách v roce 1870, nyní za kurii venkovských obcí, obvod Sambir, Stare Miasto, Stara Sol. Díky silné podpoře venkova porazil o jeden hlas ukrajinského protikandidáta. Poslancem zůstal do roku 1882.
Zemřel ve vysokém věku roku 1903. Jeho vnuk byl v meziválečném Polsku advokátem ve Lvově.